# 西オングル島
西オングル島（にしオングルとう、英: West Ongul Island）とは、南極にある島。オングル島を構成する2つの島の1つ。リュツォ・ホルム湾の東部に位置し、東オングル島の西側にある。面積は約10平方キロメートル、最大標高は約40メートル。1957年1月29日、日本の第1次南極地域観測隊が最初に上陸したのはこの島であり、2007年5月12日には第48次越冬隊が当時の上陸地点を確認し、日の丸掲揚に使った竹竿3本を発見している。

## 地名
- 明るい岬
- 日の出岬
- ざくろ石丘陵

## 池
- 大池
- 中池
- 東池
- 西池
- 裏池
- 弓池
- 念珠藻池